# 오사키정 (와카야마현)
오사키정(大崎町)은 와카야마현 가이소군에 있던 정이다. 현재의 가이난시에 해당한다.

## 역사
- 1889년 4월 1일 - 정촌제 시행에 의해 아마군 오사키촌이 성립하였다.
- 1896년 4월 1일 - 아마군, 나구사군과 합병해 가이소군이 되었다.
- 1953년 2월 1일 - 정으로 승격해 오사키정이 되었다.
- 1955년 1월 1일 - 시모쓰정, 가모촌, 니기촌, 시모쓰촌과 합병해, 새로운 시모쓰정이 성립하여 동일 오사키정은 폐지되었다.

## 교통

### 철도
- 일본국유철도
  - 기세이 본선

### 도로
- 국도 제170호선 국도 제42호선

## 참고문헌
- 角川日本地名大辞典 30 和歌山県